# 1. Fußballclub Union Berlin
L'1. Fußball-Club Union Berlin o simplement 1. FC Union Berlin és un club de futbol alemany de la ciutat de Berlín.

## Història
L'any 1906 es fundà al districte d'Oberschöneweide de Berlín un club anomenat SC Olympia 06 Oberschöneweide, el qual adoptà el nom SC Union 06 Oberschöneweide el 1910. Fou un club destacat al període d'entreguerres arribant a la final del Campionat d'Alemanya el 1923 i guanyant la Gauliga Berlin-Brandenburg el 1940.
Després de la dissolució de tots els clubs esportius acabada la Segona Guerra Mundial, l'any 1945 es formà el SG Oberschöneweide, que durant la temporada 1948-49 adoptà el nom SG Union 06 Oberschöneweide.
L'any 1950 es produí un fet curiós. El club havia de viatjar a l'Alemanya Occidental per prendre part a les finals nacionals, però l'augment de la guerra freda portà a la prohibició de viatjar per part de les autoritats comunistes. Una part dels integrants marxaren a l'oest i fundaren l'SC Union 06 Berlin, de manera que el club va restar dividit en dos. Una altra part de jugadors fundaren un tercer equip anomenat Berliner Ball Club Südost.
L'equip original canvià de nom diversos cops: Union Oberschöneweide (1950), BSG Motor Oberschöneweide (1951), SC Motor Berlin (1955), TSC Oberschöneweide (1957), TSC Berlin (1963) i finalment el nom 1. FC Union Berlin el 1966.
La temporada 2018-2019, el club va fer història, ja que per primera vegada ascendia a la 1. Bundesliga després d'haver quedat 3r en la classificació de la 2. Bundesliga i va superar amb èxit l'eliminatòria de play-off contra el VfB Stuttgart, que va quedar 16è en la Bundesliga, gràcies als gols de fora de casa, ja que en el primer partit varen quedar 2-2 al Mercedes-Benz-Arena i 0-0 a l'Alte Försterei. Els herois golejadors que van passar a la història, del primer partit foren Suleiman Abdullahi i Marvin Friedrich.
El cantant Tim Bendzko va ser jugador de l'equip abans d'abandonar la seva carrera esportiva per dedicar-se a la música.

## Palmarès
- Copa de la RDA de futbol:  1967/68
- Gauliga Berlin-Brandenburg: 1940
- Regionalliga Nordost:  2000/01

## Futbolistes

### Plantilla 2024-25
A 3 febrer 2025 
| N. | Pos. | Nac. | Jugador                               |
| -- | ---- | --- | ------------------------------------- |
| 1  | POR  | [[Fitxer:Flag of Denmark.svg\|23x15px\|border \|alt=Dinamarca\|link=Selecció de futbol de Dinamarca\|{{#if:\|]]             | Frederik Rønnow                       |
| 2  | DEF  | [[Fitxer:Flag of Germany.svg\|23x15px\|border \|alt=Alemanya\|link=Selecció de futbol d'Alemanya\|{{#if:\|]]                | Kevin Vogt                            |
| 4  | DEF  | [[Fitxer:Flag of Portugal.svg\|23x15px\|border \|alt=Portugal\|link=Selecció de futbol de Portugal\|{{#if:\|]]              | Diogo Leite                           |
| 5  | DEF  | [[Fitxer:Flag of Suriname.svg\|23x15px\|border \|alt=Surinam\|link=Selecció de futbol de Surinam\|{{#if:\|]]                | Danilho Doekhi                        |
| 8  | MIG  | [[Fitxer:Flag of Germany.svg\|23x15px\|border \|alt=Alemanya\|link=Selecció de futbol d'Alemanya\|{{#if:\|]]                | Rani Khedira (2n capità)              |
| 9  | DAV  | [[Fitxer:Flag of Croatia.svg\|23x15px\|border \|alt=Croàcia\|link=Selecció de futbol de Croàcia\|{{#if:\|]]                 | Ivan Prtajin                          |
| 10 | DAV  | [[Fitxer:Flag of Germany.svg\|23x15px\|border \|alt=Alemanya\|link=Selecció de futbol d'Alemanya\|{{#if:\|]]                | Kevin Volland                         |
| 11 | MIG  | [[Fitxer:Flag of South Korea.svg\|23x15px\|border \|alt=Corea del Sud\|link=Selecció de futbol de Corea del Sud\|{{#if:\|]] | Jeong Woo-yeong (cedit pel Stuttgart) |
| 12 | POR  | [[Fitxer:Flag of Germany.svg\|23x15px\|border \|alt=Alemanya\|link=Selecció de futbol d'Alemanya\|{{#if:\|]]                | Carl Klaus                            |
| 13 | MIG  | [[Fitxer:Flag of Hungary.svg\|23x15px\|border \|alt=Hongria\|link=Selecció de futbol d'Hongria\|{{#if:\|]]                  | András Schäfer                        |
| 14 | DEF  | [[Fitxer:Flag of Austria.svg\|23x15px\|border \|alt=Àustria\|link=Selecció de futbol d'Àustria\|{{#if:\|]]                  | Leopold Querfeld                      |
| 15 | DEF  | [[Fitxer:Flag of Germany.svg\|23x15px\|border \|alt=Alemanya\|link=Selecció de futbol d'Alemanya\|{{#if:\|]]                | Tom Rothe                             |
| 16 | DAV  | [[Fitxer:Flag of Germany.svg\|23x15px\|border \|alt=Alemanya\|link=Selecció de futbol d'Alemanya\|{{#if:\|]]                | Benedict Hollerbach                   |
| 18 | DEF  | [[Fitxer:Flag of Croatia.svg\|23x15px\|border \|alt=Croàcia\|link=Selecció de futbol de Croàcia\|{{#if:\|]]                 | Josip Juranović                       |

| N. | Pos. | Nac. | Jugador                           |
| -- | ---- | --- | --------------------------------- |
| 19 | MIG  | [[Fitxer:Flag of Germany.svg\|23x15px\|border \|alt=Alemanya\|link=Selecció de futbol d'Alemanya\|{{#if:\|]]                        | Janik Haberer                     |
| 20 | MIG  | [[Fitxer:Flag of Slovakia.svg\|23x15px\|border \|alt=Eslovàquia\|link=Selecció de futbol d'Eslovàquia\|{{#if:\|]]                   | László Bénes                      |
| 21 | DAV  | [[Fitxer:Flag of Germany.svg\|23x15px\|border \|alt=Alemanya\|link=Selecció de futbol d'Alemanya\|{{#if:\|]]                        | Tim Skarke                        |
| 23 | DAV  | [[Fitxer:Flag of Serbia.svg\|23x15px\|border \|alt=Sèrbia\|link=Selecció de futbol de Sèrbia\|{{#if:\|]]                            | Andrej Ilić (cedit pel Lille OSC) |
| 24 | MIG  | [[Fitxer:Flag of Denmark.svg\|23x15px\|border \|alt=Dinamarca\|link=Selecció de futbol de Dinamarca\|{{#if:\|]]                     | Robert Skov                       |
| 26 | DEF  | [[Fitxer:Flag of Guadeloupe (local).svg\|23x15px\|border \|alt=Guadalupe (França)\|link=Selecció de futbol de Guadalupe\|{{#if:\|]] | Jérôme Roussillon                 |
| 27 | DAV  | [[Fitxer:Flag of Croatia.svg\|23x15px\|border \|alt=Croàcia\|link=Selecció de futbol de Croàcia\|{{#if:\|]]                         | Marin Ljubičić                    |
| 28 | DEF  | [[Fitxer:Flag of Austria.svg\|23x15px\|border \|alt=Àustria\|link=Selecció de futbol d'Àustria\|{{#if:\|]]                          | Christopher Trimmel (capità)      |
| 29 | MIG  | [[Fitxer:Flag of France (1794–1815, 1830–1974).svg\|23x15px\|border \|alt=França\|link=Selecció de futbol de França\|{{#if:\|]]     | Lucas Tousart                     |
| 36 | MIG  | [[Fitxer:Flag of Germany.svg\|23x15px\|border \|alt=Alemanya\|link=Selecció de futbol d'Alemanya\|{{#if:\|]]                        | Aljoscha Kemlein                  |
| 37 | POR  | [[Fitxer:Flag of Germany.svg\|23x15px\|border \|alt=Alemanya\|link=Selecció de futbol d'Alemanya\|{{#if:\|]]                        | Alexander Schwolow                |
| 41 | DEF  | [[Fitxer:Flag of Germany.svg\|23x15px\|border \|alt=Alemanya\|link=Selecció de futbol d'Alemanya\|{{#if:\|]]                        | Oluwaseun Ogbemudia               |
| 45 | DAV  | [[Fitxer:Flag of Germany.svg\|23x15px\|border \|alt=Alemanya\|link=Selecció de futbol d'Alemanya\|{{#if:\|]]                        | David Preu                        |

### Futbolistes històrics destacats
- Sergej Barbarez, 1993 - 1996
- Steffen Baumgart, 2002 - 2004
- Christian Beeck, 1993 - 1995
- Jens Härtel, 1993 - 2000
- Jörg Heinrich, 2005
- Klaus-Dieter Helbig, 1976 - 1982
- Robert Huth, 2000-2001
- Wolfgang Matthies, 1971 - 1988
- Ronny Nikol, 1997 - 2003
- Marko Rehmer, 1981 - 1996
- Olaf Seier, 1983 - 1991
- Kostadin Vidolov, 2001 - 2003
- Ervin Skela, 1995 - 1998